# 阿達米夫卡 (卡利尼夫卡區)
49°38′45″N 28°31′35″E / 49.64583°N 28.52639°E
阿達米夫卡（烏克蘭語：Адамівка），是烏克蘭的村落，位於該國西南部文尼察州，由赫米利尼克區負責管轄，面積0.3平方公里，海拔高度297米，2001年人口70，人口密度每平方公里324.11人。